# Popugaevaïta
La popugaevaïta és un mineral de la classe dels borats.

## Característiques
La popugaevaïta és un borat de fórmula química Ca₃[B₅O₆(OH)₆]FCl₂·8H₂O. Va ser aprovada com a espècie vàlida per l'Associació Mineralògica Internacional l'any 2020, i encara resta pendent de publicació. Cristal·litza en el sistema monoclínic.
Les mostres que van servir per a determinar l'espècie, el que es coneix com a material tipus, es troben conservades a les col·leccions mineralògiques de la Universitat de Mineria i Tecnologia de Freiberg, a Alemanya, amb els números de catàleg: misa72396 i misa84590.

## Formació i jaciments
Va ser descoberta a la mina Internatsionalny, situada al districte de Mirninsky (Sakhà, Rússia). Aquest indret és l'únic a tot el planeta on ha estat descrita aquesta espècie mineral.